# Vlag van Utrechtse Heuvelrug

Vlag van Utrechtse Heuvelrug

De Vlag van Utrechtse Heuvelrug werd op 27 april 2007 door de gemeenteraad vastgesteld als de gemeentelijke vlag van de Utrechtse gemeente Utrechtse Heuvelrug. De beschrijving van de vlag luidt als volgt:
"Rood met een zwarte broektop, waarop een gekroonde witte leeuw en over alles heen een geel kruis."

## Symboliek
De vlag is afgeleid van het gemeentewapen, ook komen alle kleuren uit het wapen voor in de gemeentevlag. Het kruis is in tegenstelling met het wapen anders dan in de vlag, dat is om deze redenen:
- De gouden symbolen uit het wapen zijn om de soberheid te behouden in de vlag weggelaten en worden door het gele kruis gesymboliseerd;
- In alle oude gemeentevlaggen kwamen rood een geel voor.

Naast het kruis is het enige symbool dat in de vlag is opgenomen een witte leeuw op een zwart veld, afkomstig uit het wapen van Driebergen-Rijsenburg. Deze komt oorspronkelijk uit het wapen van de familie Van Gaesbeek die in alle gemeenten een rol heeft gespeeld.

## Verwante symbolen

Het wapen van de gemeente Utrechtse Heuvelrug
De vlag van Driebergen-Rijsenburg
De vlag van Leersum
De vlag van Amerongen
De vlag van Doorn
De vlag van Maarn

Amersfoort 
· Baarn 
· Bunnik 
· Bunschoten 
· De Bilt 
· De Ronde Venen 
· Eemnes 
· Houten 
· IJsselstein 
· Leusden 
· Lopik 
· Montfoort 
· Nieuwegein 
· Oudewater 
· Renswoude 
· Rhenen 
· Soest 
· Stichtse Vecht 
· Utrecht  
· Utrechtse Heuvelrug 
· Veenendaal 
· Vijfheerenlanden 
· Wijk bij Duurstede 
· Woerden 
· Woudenberg 
· Zeist